# Kanton Lantosque
Kanton Lantosque (fr. Canton de Lantosque) je francouzský kanton v departementu Alpes-Maritimes v regionu Provence-Alpes-Côte d'Azur. Tvoří ho dvě obce.

## Obce kantonu
- Lantosque
- Utelle